# Zaouli
Le zaouli (ou Zahouli), appelé également « Djela lou Zaouli » (« Zaouli, la fille de Djela ») désigne à la fois un masque, un costume et une danse traditionnelle profane du peuple Gouro en Côte d'Ivoire. 
Cette danse est aujourd'hui adoptée par un grand nombre d'autres groupes ethniques voisins du peuple Gouro. Cette danse fait lien entre toutes les danses du pays fondées avant tout sur la dextérité et l'agilité du danseur.
Le masque zaouli est animé durant ses prestations par un rythme du même nom. Le premier danseur porteur de ce masque est Kouaï Bi Voïzié. 
Le masque zaouli est réputé détenir des pouvoirs permettant d'accroître la productivité du village dans lequel il est porté. 
Les meilleurs d'entre eux qui furent auditionnés par un jury de l'UNESCO, avant son classement au patrimoine mondial en 2017, furent chronométrés à plus de 200 pas par minute.
Sur un plan purement artistique, le zaouli se distingue par la finesse des traits du masque et sa jovialité, la beauté de la danse et sa grâce qui en font un spectacle fort apprécié dans les manifestations publiques.

## Masque
Il existe différentes légendes sur l’origine du masque Zaouli, dont le point commun est qu'il a été inspiré par une jeune fille d’une beauté extraordinaire dont le nom serait Djela lou Zaouli (la fille de Zaouli).
Le masque zaouli est une synthèse des deux autres masques gouro, le boulou et djela. Il aurait été créé à Zrabi Séhifla (ou Zara Bi Séhifla) dans les années 1950 par Ouinnaila.
Les masques, qui représentent une figure féminine rayonnante, se déclinent en sept variantes, traduisant chacun une légende spécifique :
- Zahouli Lou Klamin ;
- Zahouli Lou Monhon ;
- Zahouli Lou Zaleklou, comme les deux précédents, est un visage de femme mais ornée d’un épervier ayant la patte droite dans la bouche d’un python[2] ;
- Zahouli Lou Zamblé, un masque zoomorphe (une longue face multicolore, surmontée de cornes torsadées d’un bongo)[2] ;
- Zahouli Lou Gou ;
- Bongnan Lou Zeli ;
- Mami Watta.

Le masque est exclusivement porté par les hommes.
Le masque zaouli est surmonté d’animaux (serpent et oiseaux principalement), de personnages ou de cornes de bélier.

## Danse
Le danseur porte au niveau des pieds des grelots et des chaussettes fibreuses faites en écorce de bois, lesquelles sont peintes en couleurs vives (jaune, rouge, orange….). Tout le reste du pied ainsi que la jambe sont recouverts d’un pantalon fileté dont les mailles laissent entrevoir le corps du danseur. Son buste est recouvert d’un pagne traditionnel aux motifs multicolores fixé sur le masque.